# Taira no Shigemori

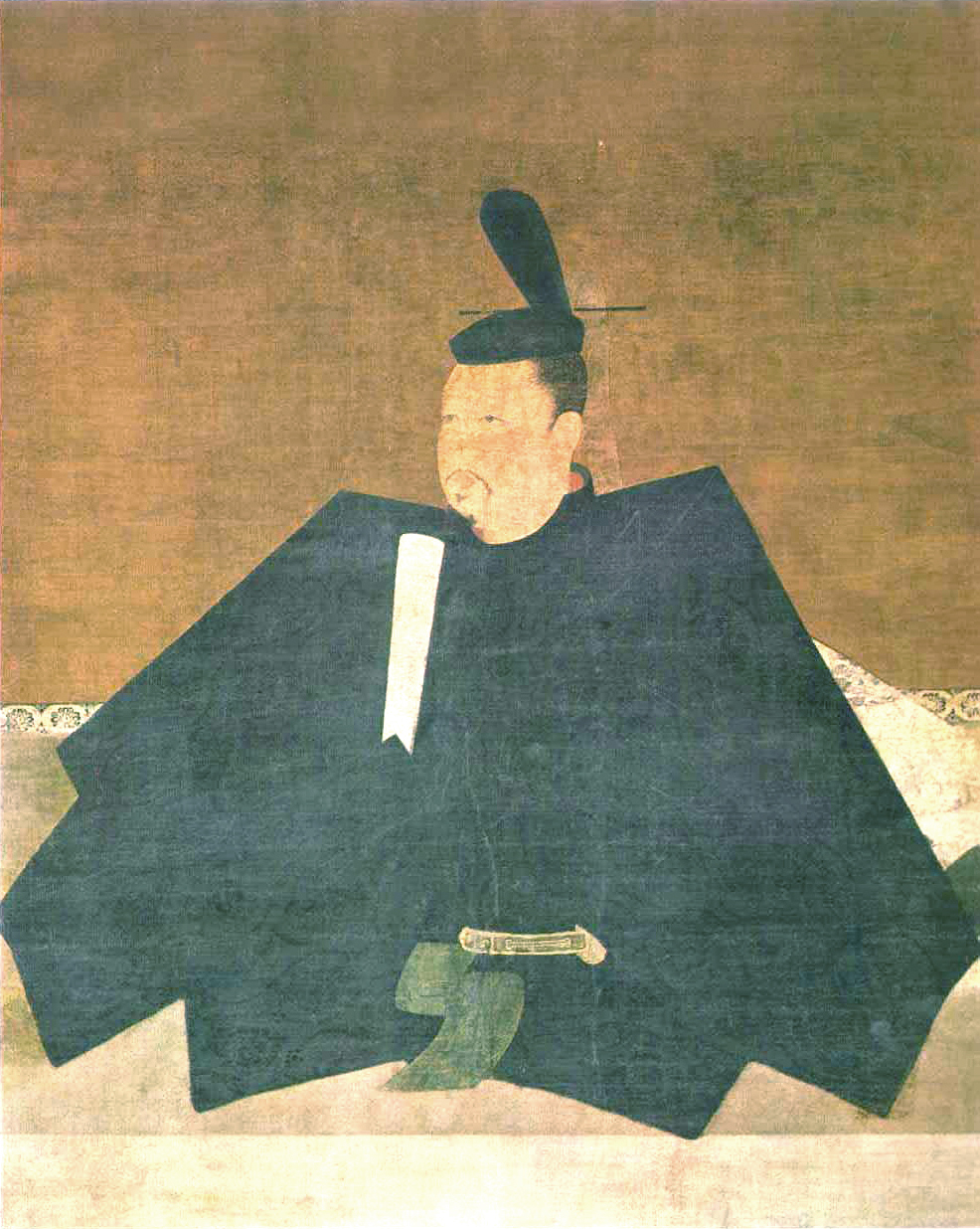
Taira no Shigemori.

Taira no Shigemori (平重盛, 1138-2 septembre 1179) était le fils aîné du chef du clan Taira, Taira no Kiyomori, ainsi que son enfant favori ; il occupait la position de naidaijin. Il prit part à la rébellion de Hogen ainsi qu'à la rébellion de Heiji. Il mourut à la suite d'une maladie en 1179.